# Trust
Trust (engelsk) er en sammenslutning af virksomheder, som er under en ledelse, der herved opnår en dominerende stilling på markedet, eventuelt monopol. Betegnelsen er mest kendt fra USA, men en trust arbejder oftest i mange lande, f.eks. multinationale olieselskaber og it-virksomheder.